# Parachrysocharis javensis
Parachrysocharis javensis är en stekelart som beskrevs av Girault 1913. Parachrysocharis javensis ingår i släktet Parachrysocharis och familjen finglanssteklar. Inga underarter finns listade i Catalogue of Life.